# Grandala (geslacht)
Grandala is een geslacht van zangvogels uit de familie lijsters (Turdidae). Er  is één soort:
- Grandala coelicolor – Grandala